# 野辺地城
野辺地城（のへじじょう）は、青森県上北郡野辺地町字野辺地にあった日本の城。別名金鶏城（きんけいじょう）。城跡は「野辺地代官所跡」として野辺地川右岸沿いの同町中央公民館敷地内に位置し、「城内」の字名が残る。

## 概要
野辺地城は中世の平山城で、天正20年（1592年）の『諸城破却書上』には、「野辺地 山城 七戸 将監 持分」とあり、北方および西方に備えた要害屋敷として、慶長3年（1598年）の『城持支配帳』には「野辺地館 弐千石 藤の丸石井伊賀」とある。その後、小軽米氏、日戸氏が相次いで城代となり、享保20年（1735年）に、盛岡藩内に通制が敷かれた時、代官2名がおかれ、野辺地代官所となった（元々の建築年代は明らかではない）。
明治元年（1866年）の戊辰戦争の一局地戦として、弘前藩と盛岡藩が交戦した野辺地戦争では、盛岡藩兵側の拠点となった。

## 参考資料
- 「角川日本地名大辞典」編纂委員会『角川日本地名大辞典 2 青森県』角川書店、1985年12月1日。ISBN 4040010205。
- 児玉幸多、坪井清足『日本城郭大系 第2巻 青森・岩手・秋田』新人物往来社、1980年7月15日。